# Сан-Рафаэле-Чимена
Сан-Рафаэле-Чимена (итал. San Raffaele Cimena) — коммуна в Италии, располагается в регионе Пьемонт, в провинции Турин.
Население составляет 2988 человек (2008 г.), плотность населения составляет 272 чел./км². Занимает площадь 11 км². Почтовый индекс — 10090. Телефонный код — 011.
Покровителем населённого пункта считается святой Бернард.

## Демография
Динамика населения:

## Администрация коммуны
- Официальный сайт: http://www.comune.sanraffaelecimena.to.it/